# 彩帆香取神社
彩帆香取神社（さいぱん かとりじんじゃ）は、アメリカ合衆国北マリアナ諸島サイパン島ガラパン（創建時、南洋群島サイパン島ガラパン町）に所在する神社である。大正時代に創建されて太平洋戦争中に破壊されたが、1985年（昭和60年）11月19日には日本の香取神社連合会などによって再建され、「彩帆香取神社」と命名された。

## 歴史
第一次世界大戦中の1914年（大正3年）10月14日、大日本帝国海軍の戦艦「香取」は、当時ドイツ領であったサイパンを占領した。その際、ドイツ軍の望楼があった小山に小祠を建てて、軍艦香取内に祀られていた香取神宮の分霊（祭神 経津主神）を分祀して「香取神社」とし、その山を香取山と命名した。1916年（大正5年）、台風により小祠が破壊されたため、香取山中腹に社殿を造営し遷座した。
その後、サイパン島での製糖事業が軌道に乗り、在留日本人の数も増えてきた。そこで、サイパンの開発を行った南洋興発の社長で「砂糖王」と呼ばれた松江春次は、香取神社では規模が小さいので新たに大規模な社殿を造営することとした。さらに、この神社をサイパン島だけでなく南洋群島全体の守護神とすることを南洋庁に提案したが、南洋庁では本庁所在地のパラオに南洋群島総鎮守（後の南洋神社）を創建することを考えていたので、これは許可されなかった。
1931年（昭和6年）10月24日、現在地に新社殿が竣工して、香取神社を遷座し、さらに天照大神・大国主命を合祀、社名を「彩帆神社」（サイパン神社）とした。第二次世界大戦の際、サイパンは激戦地となり、1944年（昭和19年）に社殿を焼失し、そのまま終戦を迎えた。
彩帆神社跡地は、松江春次を記念する「砂糖王公園（シュガーキングパーク）」となった。

## 現況

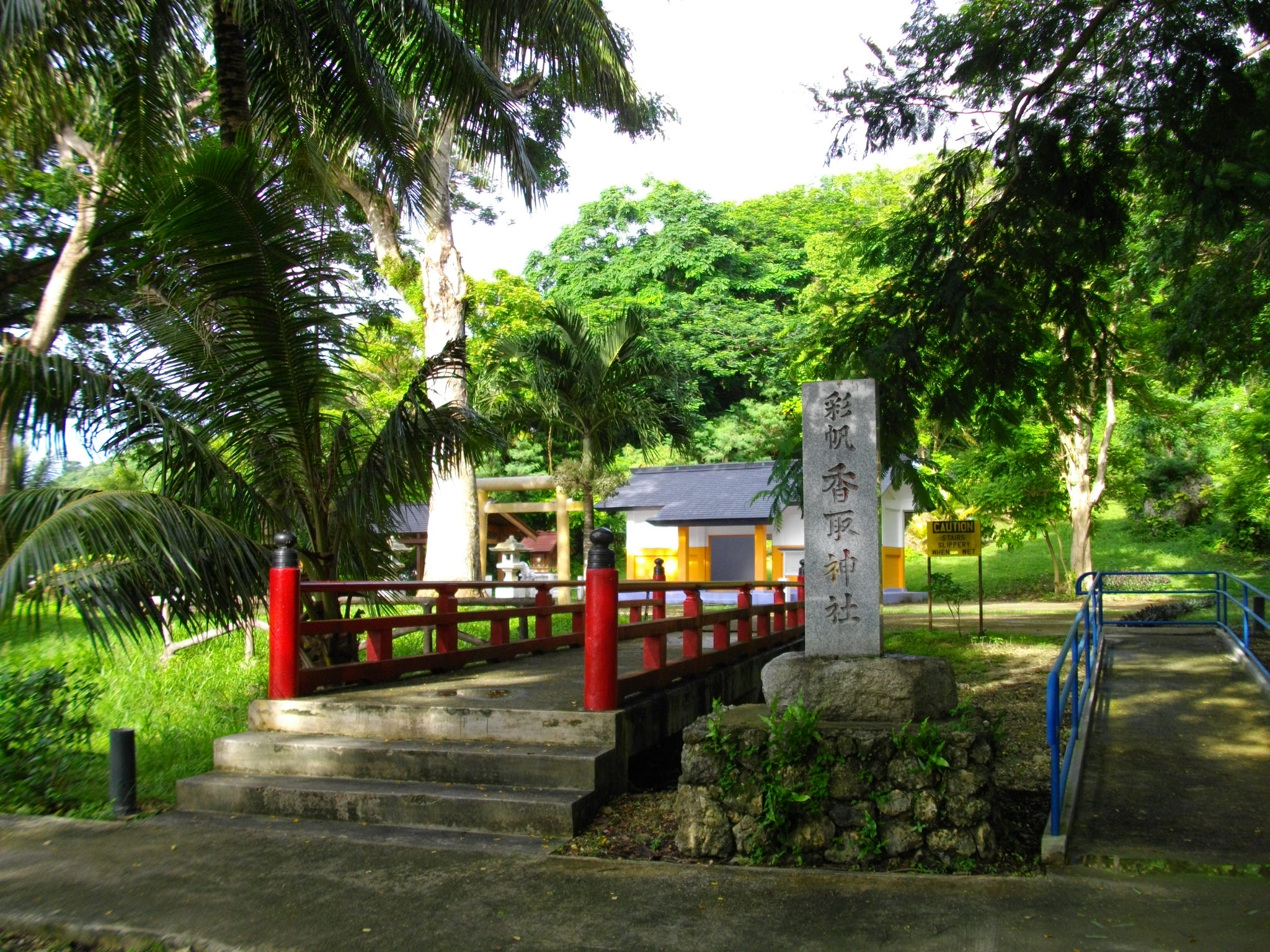
戦後に新設された社号標
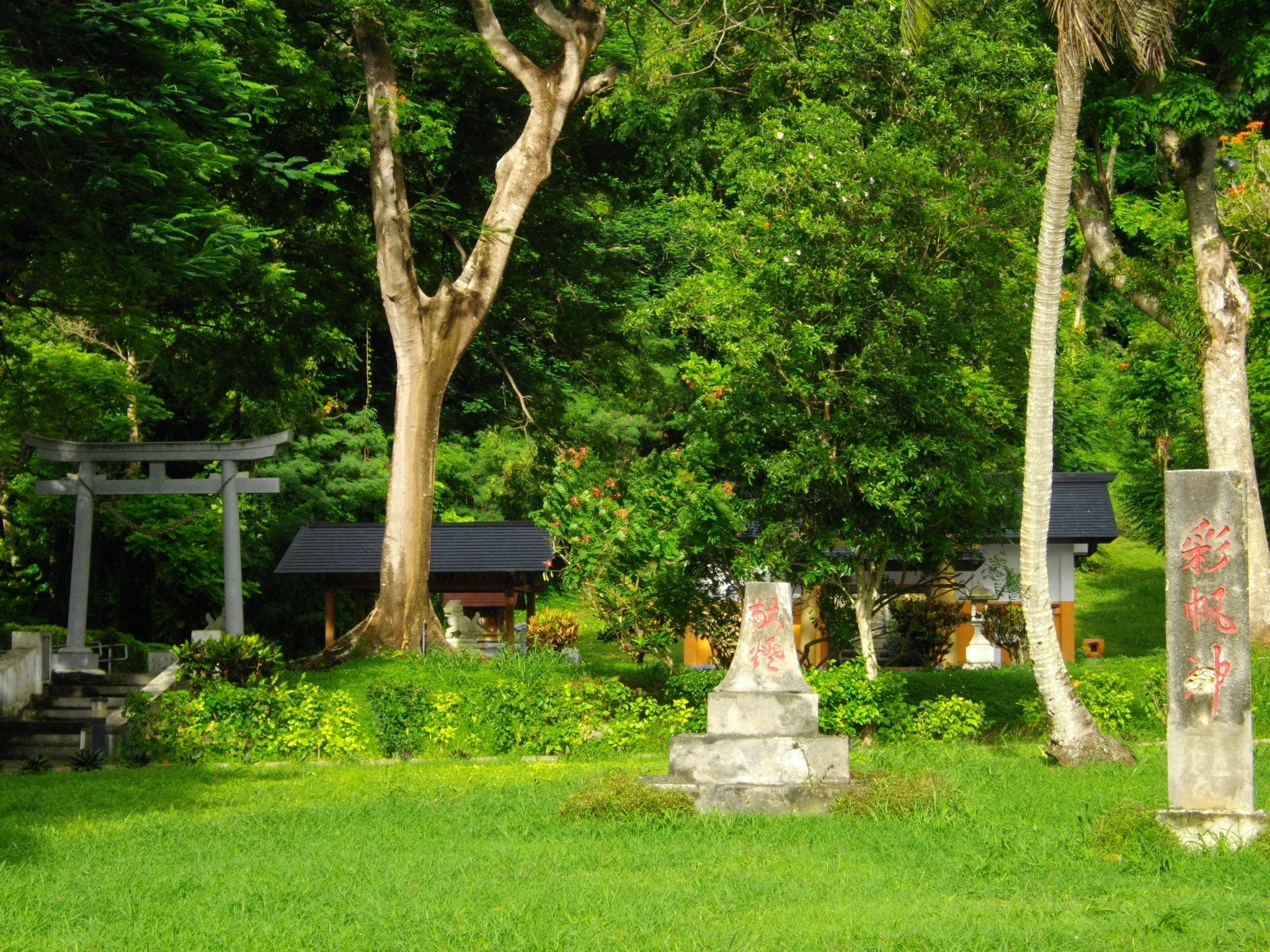
上半分が無くなった戦前の石灯籠と修復された社号標
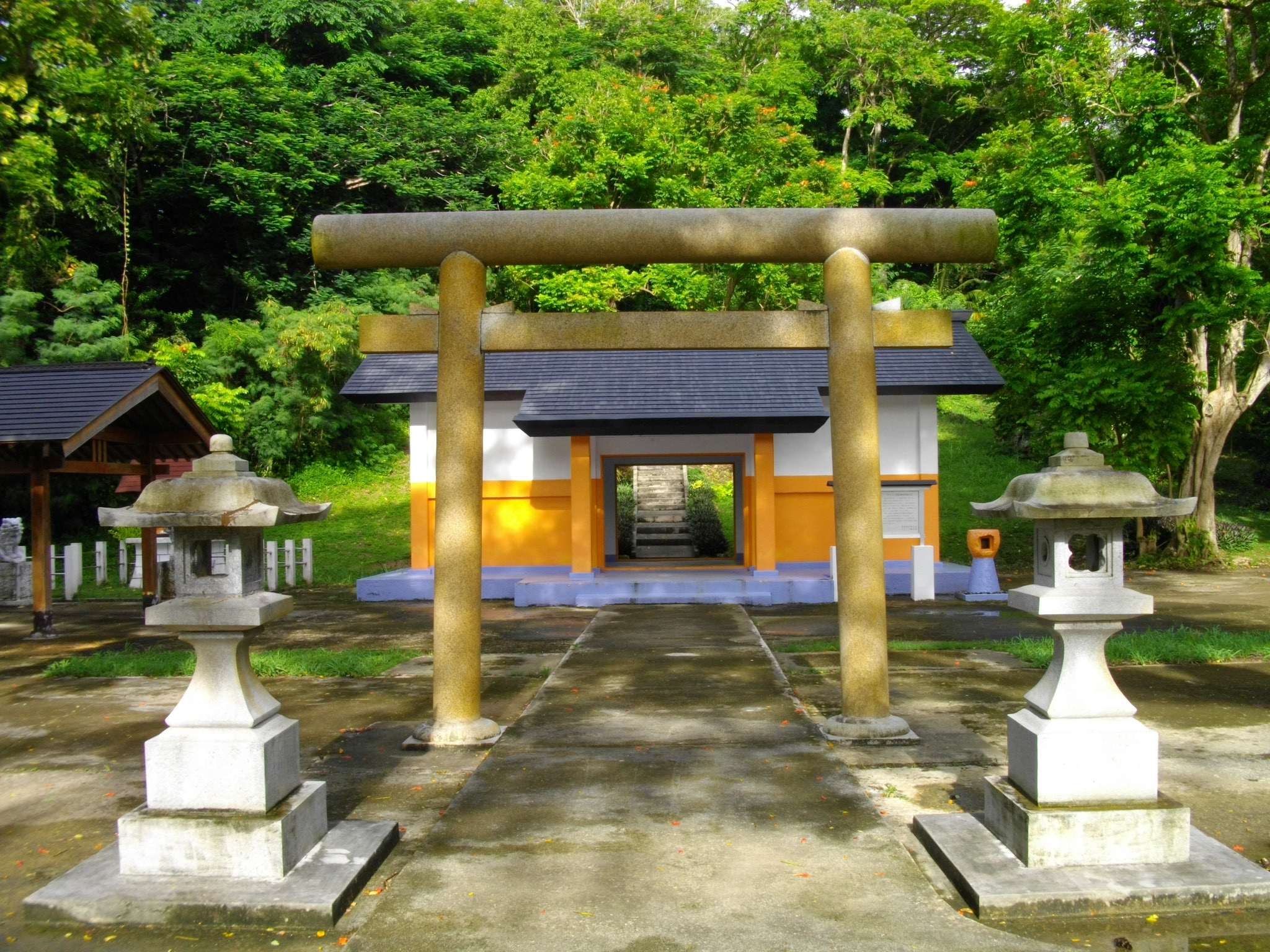
拝殿
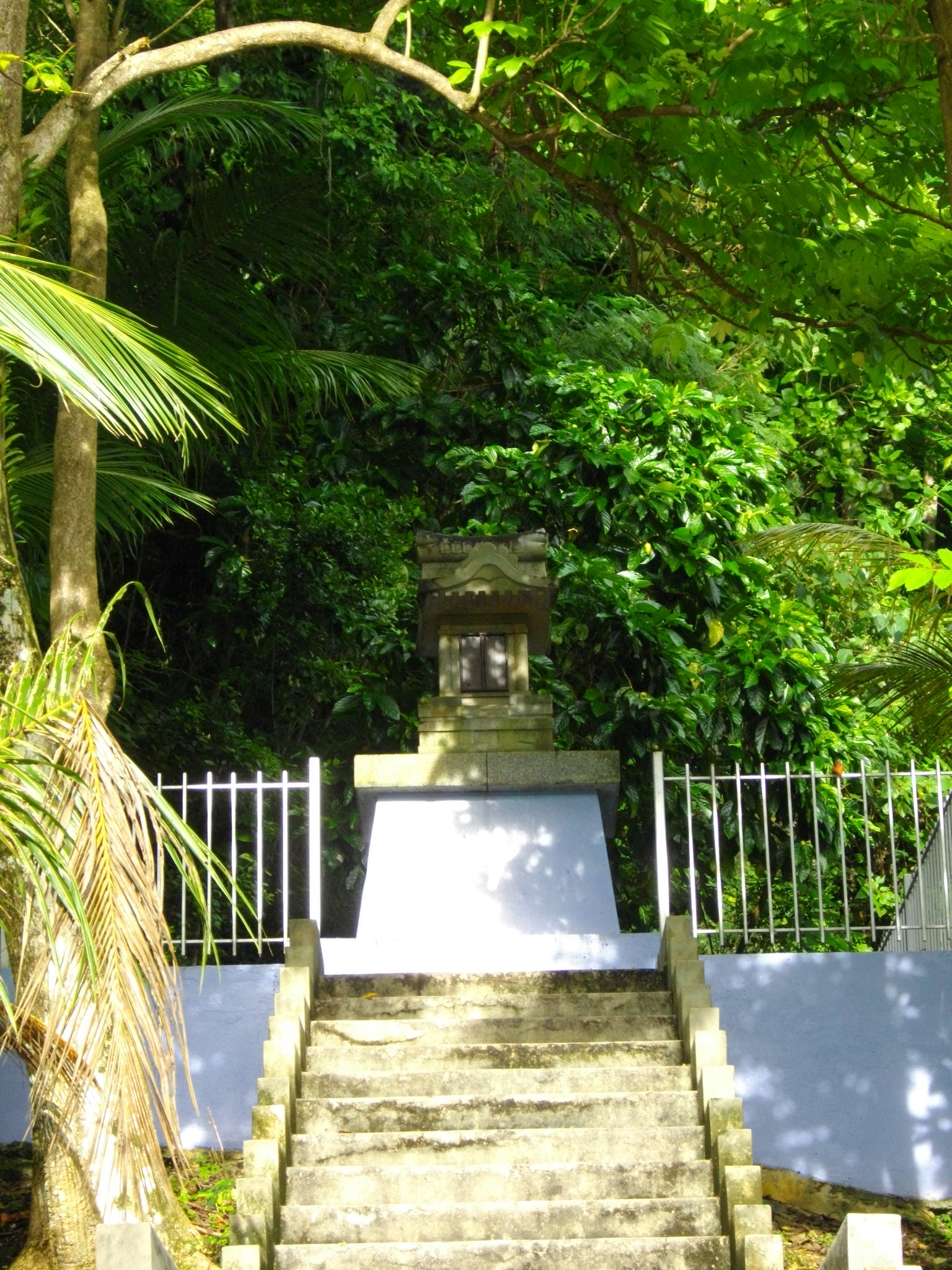
奥の祠

1985年（昭和60年）11月19日、日本の香取神社連合会などの手により神社は再建され、「彩帆香取神社」と命名された。社号標と灯篭は戦前のものが残されており、サイパンの戦いの際の銃撃の跡が残っている。社号標は2004年6月ごろに自然倒壊したが、2005年6月、当時の天皇・皇后がサイパンを訪問するに当たり修復された。
毎年秋には、日本人会主催の祭礼（秋祭り）が実施されており、七五三の祈願も行われる。たくさんの提灯が奉納され、会場では多くの出店が軒を連ねる。日本人のみならず現地の島民も訪れるため、交流の場となっている。